# Aphodius saoudi
Aphodius saoudi là một loài bọ cánh cứng trong họ Scarabaeidae. Loài này được Paulian miêu tả khoa học năm 1980.